# Leah Renee
Leah Renee (Toronto, 1 oktober 1985) is een Canadese actrice en zangeres.

## Biografie
Renee werd geboren als Leah Renee Cudmore op 1 oktober 1985 in Toronto (Ontario). Haar carrière begon al op de vroege leeftijd van vijf jaar. Nog voor ze vijftien jaar werd verscheen ze al in meer dan vijftig reclamespots en in talloze catalogi en tijdschriften.
Ze maakte haar acteerdebuut in de korte film L5: First City in Space uit 1996. Ze had kleinere rollen in Interstate 60 (2002), Childstar (2004) en Stag (2013) en een bijrol in Best Thanksgiving Ever (2016).
Op televisie was ze te zien in series zoals Degrassi: The Next Generation, Runaway, MVP en Blue Mountain State. In 2011 speelde ze een hoofdrol als Alice in The Playboy Club, een kortlopende dramaserie over de Playboy Bunnies en klanten van de originele Playboy Club in het Chicago van de jaren 60. In 2013 had ze een hoofdrol in de sitcom Satisfaction. Daarnaast speelde ze ook in tal van televisiefilms.
Naast haar film- en televisiewerk was ze ook een tijd lang stemactrice. Zo leende ze haar stem aan personages in de animatieseries Franklin, Growing Up Creepie en Atomic Betty.
Als zangeres bracht ze in februari 2009 haar eerste single "iBF (Imaginary Boyfriend)" uit, een paar maanden later gevolgd door haar debuut-cd "Storybook".
Renee heeft een langdurige relatie met acteur Nick Zano. Het paar heeft een zoon Wyatt en een dochter Lennon, geboren in respectievelijk 2016 en 2018.